# К565РУ3

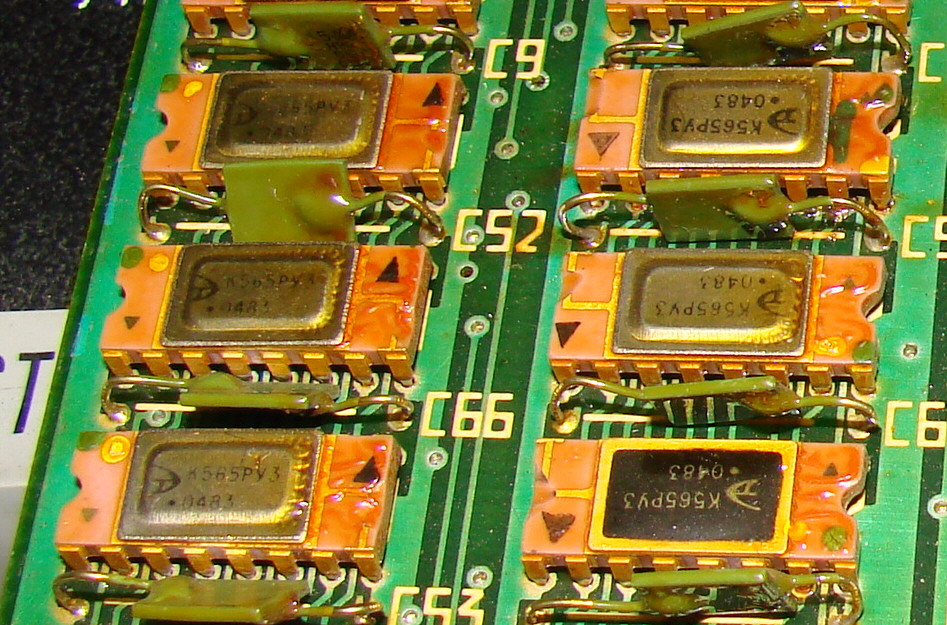
К565РУ3

К565РУ3 — электронный компонент, микросхема динамического ОЗУ с произвольным доступом, имеющая ёмкость 16384 бит и организацию 16384х1. Предназначена для хранения информации (программ и данных) в микропроцессорных устройствах. Напряжения питания — +5 В, +12 В, -5 В. Тип корпуса — 201.16-5 (CDIP16). Микросхема изготавливалась по n-МОП технологии, имела быстродействие достаточное для использования с современными ей микропроцессорами. Первые выпуски использовали керамический корпус шириной 10 мм, затем, для большего соответствия прототипу, ширина корпуса была уменьшена до 7,5 мм (у 4116 она 0,3 дюйма, или 7,62 мм). В отличие от прототипа, К565РУ3 массово не выпускалась в пластиковом корпусе. Существовал вариант микросхемы с маркировкой К581РУ4, формально входивший в микропроцессорный комплект К581, являвшийся копией чипов фирмы DEC, из которых состоял процессор LSI-11/23. Неизвестно, была ли какая-либо разница между кристаллами микросхем с маркировкой К565РУ3 и К581РУ4, в платах П2 компьютеров «Электроника-60» они были взаимозаменяемы.
Микросхема использует мультиплексирование шины адреса для уменьшения числа выводов корпуса. Адрес передаётся в микросхему в два приёма, по сигналам выборки адреса строки (англ. Row Address Strobe,  RAS) и столбца (англ. Column Address Strobe, CAS) соответственно. Для осуществления записи служит сигнал разрешения операции записи (англ. Write Enable, WE).
В отличие от предшественников, микросхема К565РУ3 не требует высоковольтного тактового сигнала, все управляющие входы ТТЛ-совместимы. Активный уровень всех управляющих сигналов — низкий (логический «0»>). Вход и выход микросхемы в небольших системах можно объединять. Для восьмиразрядного устройства требуется кратное 8 количество микросхем.
До К565РУ3 в микросхемах динамического ОЗУ применялись трёхтранзисторные ячейки, что давало 2-кратную экономию площади кристалла по сравнению со статическим ОЗУ, где на одну ячейку требовалось 6 транзисторов. К565РУ3 была первой массовой микросхемой, использовавшей однотранзисторную ячейку. Это позволило, при использовании тех же проектных норм, перейти к выпуску вчетверо более ёмких микросхем, поэтому между освоением К565РУ1 ёмкостью 4096 бит и К565РУ3 прошло всего 2 года. Использование однотранзисторной ячейки требует более сложной схемы усилителей-компараторов, так как передаваемый на шину-столбец заряд при этом становится гораздо меньше, вдобавок, из-за увеличения количества ячеек в столбце, возрастает ёмкость шины. Как только эти трудности были преодолены, трёхтранзисторная ячейка более не применялась.
Регенерация содержимого ОЗУ осуществляется подачей сигнала RAS с перебором всех 128 возможных состояний адреса, период регенерации не должен был превышать 2 миллисекунды. Это типичное время для устройств первых поколений. При использовании таких микросхем в видеоконтроллерах, где каждую секунду 50-60 раз нужно было обновлять изображение на экране, регенерация была «бесплатной», в случае же использования в качестве «основного» ОЗУ регенерация снижала быстродействие системы на единицы процентов. В некоторых системах применялись трюки, которые позволяли проводить регенерацию во время, когда микропроцессор не обращался к ОЗУ.
Выпуск микросхемы начался в 1979 году, а к моменту появления цикла статей о микропроцессорной технике в журнале «Радио» (1983 год) она стала массовой.
Несмотря на то, что эта микросхема использовала те же три напряжения питания, что и микропроцессор КР580ИК80А, она была гораздо более критична к пропаданию отрицательного смещения подложки — даже при перебоях в 20 мс микросхемы выходили из строя. Другой особенностью были сильные помехи по линиям питания, из-за изменения потребляемого тока при считывании или записи информации, что требовало установки блокировочных конденсаторов сравнительно большой ёмкости на каждую микросхему.
К565РУ3 скоро была вытеснена поздними версиями К565РУ5 (аналог 4164) и К565РУ6 — они использовали только питание +5 В и гораздо реже выходили из строя, а микросхемы К565РУ5 имели ещё и большую ёмкость — 65536 бит. Микросхемы новых типов выпускались уже и в пластиковом корпусе (в этом случае они назывались КР565РУ5 или КР565РУ6), их кристалл имел меньшие размеры.
Выпущенная во второй половине 80-х годов микросхема К565РУ7 имела ёмкость 262144 бит, но не была аналогом 41256 из-за другой схемы регенерации.

## Назначение выводов
| Вывод | Обозначение | Тип вывода           | Назначение                                       |
| ----- | ----------- | -------------------- | ------------------------------------------------ |
| 1     | Uss         | -                    | -5 В, отрицательное напряжение смещения подложки |
| 2     | DIN         | Вход                 | Вход данных при записи                           |
| 3     | WE#         | Вход                 | Сигнал <Разрешение записи>                       |
| 4     | RAS#        | Вход                 | Сигнал <Адресный строб строк>                    |
| 5     | A0          | Вход                 | Сигнал <Адрес 0>                                 |
| 6     | A2          | Вход                 | Сигнал <Адрес 2>                                 |
| 7     | A1          | Вход                 | Сигнал <Адрес 1>                                 |
| 8     | Ucc2        | -                    | Напряжение питания +12 В                         |
| 9     | Ucc1        | -                    | Напряжение питания +5 В                          |
| 10    | A5          | Вход                 | Сигнал <Адрес 5>                                 |
| 11    | A4          | Вход                 | Сигнал <Адрес 4>                                 |
| 12    | A3          | Вход                 | Сигнал <Адрес 3>                                 |
| 13    | A6          | Вход                 | Сигнал <Адрес 6>                                 |
| 14,   | DO          | Выход трёхстабильный | Выход данных при чтении                          |
| 15,   | CAS#        | Вход                 | Сигнал <Адресный строб столбцов>                 |
| 16    | GND         | -                    | Общий                                            |